# HR 5171
HR 5171またはケンタウルス座V766星（英語: V766 Centauri）は、地球からケンタウルス座の方向に約12,000光年離れた位置にある三重連星系である。赤色超巨星もしくは赤色超巨星から最近進化した黄色超巨星のいずれかであるとされており、特に直径の大きな恒星の一つとして知られている。その大きさについては不確実性があるが、太陽の1,300倍もしくは1,500倍とされている。HR 5171の主星は接触連星で、より小型の黄色い恒星と同じ物質のエンベロープを共有しており、1,304 ± 6 日で互いを公転している。

## 構成

主星の手前を伴星が通過していることを示すHR 5171 Aの干渉画像

HR 5171系には少なくとも3つの恒星が含まれている。主星のHR 5171 Aは2つの黄色い恒星が接触して1,304日の周期で公転している接触連星である（それぞれの恒星は「Aa」と「Ab」と呼ばれるが、Catalog of Components of Double and Multiple Starsでは「A」と「C」としている ）。接触連星の伴星であるAbは光学干渉法によって直接検出されており、Aaの約3分の1の大きさであるとされている。2つの恒星は、双方を包む物質が恒星自体と同期して回転する共通外層の段階にある。
9.4秒離れた位置に見えるB星はスペクトルB0の青色超巨星で非常に明るく輝く大きな星だが、黄色極超巨星のA系と比べると見かけの明るさは3等級小さい。HR 5171系と太陽系との距離を3,600パーセクとするとB星とA星系は35,000 au離れていることになるが、実際の距離はもっと離れているであろうと考えられている。

## 観測の歴史
HR 5171は、後に輝星星表として出版されるHarvard Revised Catalogueに含まれている。6.23等級のスペクトル分類K型の恒星として、カタログの5,171番に掲載されている。1927年には二重星としてカタログに記載されている。
1956年にHR 5171は明るさ6.4等級、スペクトル分類G5p型で、色はK型星よりも赤かったと記録されている。1966年にはCorbenがHR 5171を明るさ6.51等級、スペクトル分類G5p型で、変光星であると記録している。1969年のカタログには、明るさ5.85等級、スペクトル分類A7Vと記されているが、これは誤りであるとされている。1971年には、HR 5171 Aは星間減光による3等級の減光と星周物質による0.5等級の減光により赤く見えたG8型の超巨星と同定された。1979年には、HR 5171 Aの絶対等級が-9.2等級と、当時知られていた中で最も明るい絶対等級を持つ恒星の一つであることが判明した。G8型とされたスペクトル分類は後の改定されたMKシステムによりK0 0-Ia型に調整され、HR 5171が高光度超巨星である基準を満たすことになった。
1973年、1966年のCorbenのカタログに基づいて、「ケンタウルス座V766星」という名称で変光星として認定された。当時、HR 5171は「冷たいかじき座S型星（cool S Doradus variable）」と考えられていた。この分類には現在は黄色超巨星として知られているカシオペヤ座ρ星のような恒星が含まれる。これらの恒星は、ある時は明確に変光し、またある時はほぼ明るさが一定であるので、通常は半規則型変光星（SRD）に分類され、予測できない減光を示すことがある。詳細な研究により、明るさとスペクトル分類の両方に430日から494日周期の変動性が存在する可能性が示されており、表面温度は4,000 K未満から5,000 Kにまで変動すると計算されている。
2014年に発表された論文で、VLT干渉計を用いた観測によりHR 5171 Aが予想以上に大きかったことと、接触連星であったことが明らかになった。また、恒星の周りを覆っている物質の殻も直接観測されている。2016年のVLT干渉計による観測では、HR 5171 Aの大きさがさらに大きく、より表面温度が低いことが判明した。さらに干渉計は伴星Abが主星Aaの前面を通過している画像も撮影している。

## 距離
HR 5171は、HR 5171の一方もしくは両方の星によってイオン化されたと思われるHII領域「Gum 48d」の中心近くに存在している。恒星と星雲は、太陽系から約4,000パーセク離れたケンタウルス腕の中でよく似た運動をしている。ケンタウルス腕は、地球から3,200～5,500パーセク離れた領域にある広大な分子雲複合体 (molecular cloud complex) の一部である。Gum 48d は1つか2つのO型星によってイオン化されており、おそらく数百万年前のHR 5171星系の星々によるものと思われる。Gum 48dの年齢はおよそ400万年と計算されており、この分子雲複合体の中で最も古いHII領域である。
当初想定されたHR 5171 Bの明るさに基づく計算では、HR 5171までの距離は3,200パーセク、星間減光による減光は3.2等級分であるとされた。一方で、マゼラン雲にあるHR 5171 Aと同等の規模を持つ恒星と比較した計算では3,700パーセクという値が算出されている。これらすべての計算に基づくHR 5171までの平均距離は3,600パーセクである。もっと近くに存在しているとする考えもあるが、依然としてこの値が広く受け入れられている。
Gum 48dは、「RCW 80」という名称でもカタログ化されているが、RCW 80という名称はその背後に重なって見える超新星残骸G309.2-00.6に対して用いられることもある。19分離れた位置に散開星団NGC 5281が見えるが、こちらは地球から1,200パーセクしか離れていない。

## スペクトル
HR 5171のスペクトルは、明るく黄色い星と青色の超巨星に容易に分離することができるが、第3の構成要素である HR 5171 Abは未だ分離されておらず、そのスペクトル分類は知られていない。A・B両星とも星間ダストによる減光でて3-4等級分の赤化を起こしている。
HR 5171 Aは、K0 0-Ia型の分光標準星として定義されている。HR 5171 Aは、晩期のG型もしくは早期のK型超巨星としての特徴を示しているが、いくつかの特殊性も見られる。スペクトルからは恒星から放出された物質が凝縮した塵の殻によって引き起こされた強い赤外超過と、非常に強いケイ酸塩の吸収が示されている。また、非常に強い青色の超過（blue excess）は多環芳香族炭化水素（PAH）の発光による可能性がある。恒星風によって生じる強い輝線や、光球の限られた領域ではなくより広い領域で形成される連続スペクトルなど、恒星のスペクトルは広がった恒星大気の影響を強く受けている。事実上、この恒星は実際の表面を覆い隠す「擬似光球」を持つと言える。
青白いHR 5171 Bはいくつかの不確実性があるものの、通常の光度を持つ高温の超巨星であるB0Ibp型に分類されている。このスペクトル分類は、HR 5171 Bが特異なスペクトルを持つことを示しており、具体的にはHR 5171 Bのフラウンホーファー線が、このタイプの恒星にしては幅が広く浅いことからきている。

## 変動性
HR 5171の明るさと色は不規則に変化している。HR 5171 Bは明らかに安定しているので、これらの変化はHR 5171 Aの物理的変化、エンベロープの変化、そして2つの恒星の食によるものである。一次食（伴星が主星の手前を通過）および二次食（伴星が主星の背後を通過）での明るさの減光の度合いはそれぞれ0.21等級と0.14等級となっている。光度曲線では、HR 5171 Aが接触連星であるという特性によりほぼ連続的な変化が見られるが、伴星が主星の手前を通過する地点では、極小の時に明確で平らな「底」がある。この光度曲線の変化は、地球からは軌道がほぼ真横からみえており（エッジ・オン）、伴星HR 5171 Abが主星HR 5171 Aaよりも温度が高いことを示している。
統計的には、20世紀半ばから2013年までの期間におけるHR 5171系の平均の明るさは6.54等級、変光の平均範囲は0.23等級だが、この中には10年に渡って比較的変動が少ない時期や、逆に活発に変化する時期があった。通常よりも深い極小を1975年、1993年、2000年の3回観測しているが、この時はいずれも明るさが7等級を下回った。この極小期には色も変化し、発せられた光が可視光線から赤外線に変化したことを示唆しており、温度が低下した、もしくは周囲のエンベロープが再生した結果と考えられる。極小期の後には小さな光度のピークが観測されている。全体的に見て、明るさの変動は2000年以降かなり強くなっている。
可視光の明るさと比較した赤外線での明るさの変化は、光度曲線とよく一致し、明るさの変化は色または減光の変化に関連していることが示唆されている。しかし、B-V色指数には長期的な傾向が見られる。1942年から1982年までの間にB-V色指数は1.8から2.6に増加しており、それ以降はほぼ一定の値を保っている。これは、見かけの明るさの変化とは独立した傾向なので、（選択減光の結果としての）赤化とは無関係と考えられ、恒星自体が変化していることを示すものとされている。最も高い可能性は、超巨星の温度が下がり、サイズが大きくなっているとするものである。
変光は不安定だが、ヒッパルコス衛星による測光ではHR 5171の変光には657日周期の強い周期性が見られた。さらに最近の変光では、3,300日前後に最も強い周期性が示されたが、648日周期のものなどを含む他の周期性も示されている。他の全ての変光にかかわらず持続するこの強固な周期性は、1,304日の間に2回発生するHR 5171 AaとHR 5171 Abの食によるものである。
HR 5171は変光星総合カタログでは食変光星に分類され、また高光度青色変光星（かじき座S型星）の可能性があるとしている。

## 特性

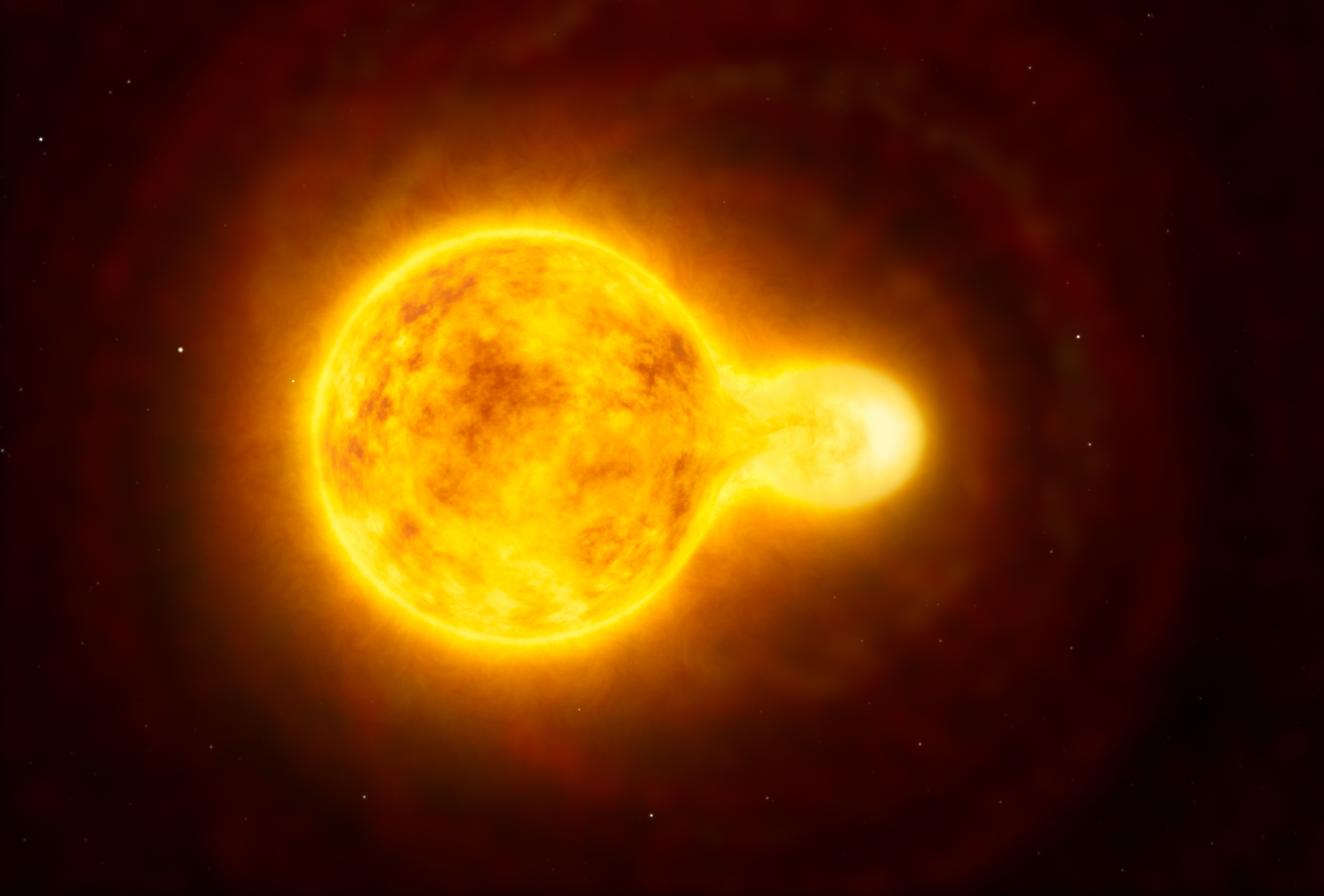
HR 5171 Aの想像図

HR 5171 Aの角直径は超大型望遠鏡VLTで3回測定されており、2回はAMBER干渉計、1回はPIONIER干渉計を用いて測定された。どの測定においても角直径は約3.3～4.1ミリ秒で、地球からの距離を3,600パーセクとすると大きさが1,000太陽半径を遥かに超えるという、予想を上回る結果が得られた。
2012年3月の最も初期のAMBER干渉計はある範囲の波長の赤外線で観測していた。これに基づくHR 5171のモデルとして最も良く合うのは、主星が鮮明で均一な円盤で、周りを淡く広がったエンベロープが囲み、主星の周縁には小さな輝点（伴星）が付随しているとするモデルである。HR 5171 Aaを取り巻いており大きな擬似光球を形成している円盤も含めた角直径は3.39ミリ秒で、これは太陽半径の1,315 ± 260倍（9億1,500万 ± 1億8,100万 km、6.12 ± 1.21 au）、赤色超巨星ベテルギウスの1.5倍に相当することになる。より小型のHR 5171 Abの大きさについては明確に定めることはできなかった。2014年4月にKバンドによるAMBER干渉計を用いた2回目の観測が行われた。一様な円盤モデルでの最適解と、モデル大気におけるロスランド半径（Rosseland radius）の角直径はそれぞれ3.87ミリ秒と3.86ミリ秒でほぼ同一になっており、太陽半径の1,492 ± 540倍（6.94 ± 2.51 au）に相当するとされた。2016年から2017年の間に6つの異なる赤外線波長を用いてPIONIER干渉計での観測が行われた。この際に開口合成の手法が軌道上における連星系の3つの状態の画像を撮影するために使用された。撮影された画像の内の2つでは、AbがAaの前方に見えているが、BはA系の後方にあると予測されていたので観測することはできなかった。広がった一様な円盤に囲まれた恒星大気としてモデル化された、HR 5171 Aの光球の角直径は3.3～4.8 ミリ秒の間であることが判明した。これにより、全体としてAaとAbの半径は、それぞれ太陽の1,575 ± 400倍（7.32 ± 1.86 au）と650 ± 150倍（3.02 ± 0.70 au）であると計算された。半径は統計的には互いに一致しているが、この大きさは黄色超巨星というよりは極端な赤色超巨星である。これが連星間の相互作用によるものか、異常に赤みが強いスペクトルの誤った解釈によるものかは不明である。
地球からの距離を3,700パーセク、星間減光によって見かけの明るさが3.2等級低下していると仮定して、スペクトルエネルギー分布から光度を計算すると、HR 5171 Aaの光度は630,000太陽光度になる。これは予想されるどの赤色超巨星よりもかなり明るく、黄色超巨星においても極端な明るさである。赤外線スペクトルとの一致から導き出される有効表面温度は5,000 Kであり、太陽の1,490倍の半径と630,000倍の光度から計算される表面温度は4,290 ± 760 Kである。
伴星HR 5171 Abは、Aaの約3分の1の大きさとほぼ同じ表面温度を持つ明るく黄色い恒星である。食の際の光度曲線の形状からは、AbはAaの12%の明るさで、表面温度はわずかにAaより高いとされている。質量はAaと比べると遥かに小さく、わずか約10分の1と推定されている。正確な特性については、Abを巨大なAaと分離して観測することがほとんどできず、スペクトルも区別することができないため、モデルから予測することしかできない。
高温の伴星HR 5171 Bは太陽の316,000倍の明るさを持つB0型の超巨星である。放射光度はHR 5171 Aの約半分だが、その放射の大部分は紫外線であるため、HR 5171 Aよりも3等級暗くなっている。

## 進化
HR 5171 Aの進化の歴史は、その不確かで珍しい物理的特性と連星系の存在によって複雑なものとなっている。主系列星であった頃のHR 5171 AとHR 5171 Bのスペクトル分類はそれぞれO7型とO5.5型で、質量は太陽の60倍と40倍であったとされている。このような恒星はあまりにも質量が大きすぎて赤色超巨星の段階でIIP型の超新星爆発を起こすことが出来ず、より高温に進化し、おそらく別のタイプの超新星爆発を起こすだろうとされている。温度が5,000Kであれば、赤色超巨星の段階は終えてもう少し進化した状態といえる。Aaはおそらく、「ウィンド・ロッシュ・ローブ・オーバーフロー（wind roche lobe overflow、WRLOF）」と呼ばれる現象によって、物質の一部をAbへ移動させている。これはHR 5171 Aがウォルフ・ライエ連星系に進化する可能性がある事を示している。HR 5171 Aa-Ab間の相互作用は、Aaの自転を公転と同期するまで加速させると考えられ、これによりHR 5171 Aは高速回転する高光度青色変光星かB[e]星（B型主系列星を参照）に進化する可能性がある。